# Liste der Naturdenkmale in Boxberg (Baden)
| Naturdenkmale | Anzahl |
| ------------- | ------ |
| FND           | 25     |
| END           | 9      |
| Gesamt        | 34     |

Die Liste der Naturdenkmale in Boxberg nennt die verordneten Naturdenkmale (ND) der im baden-württembergischen Main-Tauber-Kreis liegenden Stadt Boxberg und deren Stadtteile (Angeltürn, Bobstadt, Epplingen, Kupprichhausen, Lengenrieden, Oberschüpf, Schwabhausen, Schweigern, Uiffingen, Unterschüpf, Windischbuch und Wölchingen, zum Teil mit weiteren Kleinsiedlungen).
In Boxberg gibt es insgesamt 34 als Naturdenkmal geschützte Objekte, davon 25 flächenhafte Naturdenkmale (FND) und 9 Einzelgebilde-Naturdenkmale (END).
Stand: 31. Oktober 2016.

## Flächenhafte Naturdenkmale (FND)
| Name                                                              | Bild | Kennung     | Einzelheiten | Position | Fläche Hektar | Datum         |
| ----------------------------------------------------------------- | ---- | ----------- | --- | -------- | ------------- | ------------- |
| Auewald Röhrig                                                    | BW   | 81280140030 | Boxberg | ⊙        | 1,0           | 10. März 1992 |
| Dolinen (mit Jungwald) Kailberg                                   | BW   | 81280140006 | Boxberg-Uiffingen Es handelt sich zugleich um das geschützte Geotop "Dolinenkette SW Uiffingen", auch als "Dolinenkette am Kailberg NNW von Angeltürn" bezeichnet | ⊙        | 1,5           | 21. Dez. 1981 |
| Erlen-Eschenwaldrest m.Quellaustritt u.Obstbäumen Salenhölzlein   | BW   | 81280140035 | Boxberg | ⊙        | 2,5           | 10. März 1992 |
| Feldgehölze u. Magerrasen südöstl.Boxberg Wingelstadt             | BW   | 81280140029 | Boxberg | ⊙        | 2,1           | 10. März 1992 |
| Feuchtbiotop Brückenberg                                          | BW   | 81280140034 | Boxberg | ⊙        | 0,6           | 10. März 1992 |
| Feuchtbiotop Osterloch                                            | BW   | 81280140017 | Boxberg | ⊙        | 5,0           | 10. März 1992 |
| Feuchtgebiet Kessel                                               | BW   | 81280140015 | Boxberg | ⊙        | 1,3           | 10. März 1992 |
| Feuchtgebiet Obere Krumme Burgseite                               | BW   | 81280140023 | Boxberg | ⊙        | 1,3           | 10. März 1992 |
| Feuchtgebiet Obere Krumme/Frauengelöch                            | BW   | 81280140005 | Boxberg | ⊙        | 1,4           | 21. Dez. 1981 |
| Feuchtgebiet Obere Steinbach                                      | BW   | 81280140016 | Boxberg | ⊙        | 0,7           | 10. März 1992 |
| Fliegenragwurz-Frauenschuhvorkommen Oberfeld                      | BW   | 81280140003 | Boxberg | ⊙        | 0,1           | 21. Dez. 1981 |
| Großseggenbestand u. Erlengehölz Holzwiesen, Heuacker             | BW   | 81280140033 | Boxberg | ⊙        | 1,8           | 10. März 1992 |
| Hangquellsumpf u.Feldgehölz Goldbrunnen                           | BW   | 81280140014 | Boxberg | ⊙        | 0,9           | 10. März 1992 |
| Lichter Mischwald Heßpachhöhe                                     | BW   | 81280140010 | Boxberg | ⊙        | 1,1           | 10. März 1992 |
| Quelle mit Quelllauf u. umgebender Wirtschaftswiese Frischbrunnen | BW   | 81280140032 | Boxberg | ⊙        | 1,3           | 10. März 1992 |
| Quelle mit Schlehendornhecke Hessbach                             | BW   | 81280140004 | Boxberg | ⊙        | 0,0           | 21. Dez. 1981 |
| Schilfröhricht, Seggenried, Hochstaudenflur Krieswiesen           | BW   | 81280140031 | Boxberg | ⊙        | 1,5           | 10. März 1992 |
| Steinbruch Lengenrieden                                           | BW   | 81280140020 | Boxberg | ⊙        | 2,4           | 10. März 1992 |
| Steinbruch Schmertal Äußeres Schmertal Laudaer Pfad               | BW   | 81280140024 | Boxberg | ⊙        | 2,0           | 10. März 1992 |
| Trockenhang Buchhelden                                            | BW   | 81280140025 | Boxberg | ⊙        | 2,0           | 10. März 1992 |
| Trockenhang u.Salbei-Glatthaferwiese Pfaffental                   | BW   | 81280140026 | Boxberg | ⊙        | 4,0           | 10. März 1992 |
| Trockenrasen Werbster                                             | BW   | 81280140022 | Boxberg | ⊙        | 1,0           | 10. März 1992 |
| Ursbachquelle Ursbachsaub                                         | BW   | 81280140012 | Boxberg | ⊙        | 0,1           | 10. März 1992 |
| Wacholderheide beim Heßbachsgründlein                             | BW   | 81280140009 | Boxberg | ⊙        | 0,8           | 10. März 1992 |
| Weiher-anmooriges Bruchgelände mit Erlen u.Riedgr. Seligwald 44/4 | BW   | 81280140007 | Boxberg | ⊙        | 0,1           | 21. Dez. 1981 |
| Legende für Naturdenkmal                                          |      |             | |          |               |               |

## Einzelgebilde-Naturdenkmale (END)
| Name                                   | Bild | Kennung     | Einzelheiten | Position | Fläche Hektar | Datum         |
| -------------------------------------- | ---- | ----------- | ------------ | -------- | ------------- | ------------- |
| 1 Birnbaum „Birnbaum im Ländlein“      | BW   | 81280140018 | Boxberg      | ⊙        | 0,0           | 10. März 1992 |
| 1 Birnbaum „Gründlein“                 | BW   | 81280140037 | Boxberg      | ⊙        | 0,0           | 10. März 1992 |
| 1 Eiche Ursbachsrain                   | BW   | 81280140008 | Boxberg      | ⊙        | 0,0           | 10. März 1992 |
| 1 Kirschbaum Kirchberg                 | BW   | 81280140013 | Boxberg      | ⊙        | 0,0           | 10. März 1992 |
| 1 Lärche, 3-stämmig Kailberg           | BW   | 81280140001 | Boxberg      | ⊙        | 0,0           | 21. Dez. 1981 |
| 1 Speierling Pfaffenhölzlein (Birne)   | BW   | 81280140002 | Boxberg      | ⊙        | 0,0           | 21. Dez. 1981 |
| 1 Speierling „Rüttern“                 | BW   | 81280140036 | Boxberg      | ⊙        | 0,0           | 10. März 1992 |
| 1 Speierling „Speierling Steinrutsche“ | BW   | 81280140019 | Boxberg      | ⊙        | 0,0           | 10. März 1992 |
| 4 Speierlinge „Nackener Speierlinge“   | BW   | 81280140021 | Boxberg      | ⊙        | 0,0           | 10. März 1992 |
| Legende für Naturdenkmal               |      |             |              |          |               |               |